# Yiinthi molloyensis
Yiinthi molloyensis là một loài nhện trong họ Sparassidae.
Loài này thuộc chi Yiinthi. Yiinthi molloyensis được Hugh Davies miêu tả năm 1994.